# Răzvan Givulescu
Răzvan Givulescu (n. 15 septembrie 1920, Viena – d. 10 iulie 2007) este un academician român, geolog, paleobotanist, membru de onoare (1993) al Academiei Române.
Rezervația Fosiliferă „Răzvan Givulescu” de la Chiuzbaia îi poartă numele.